# Praetorians
Praetorians — комп'ютерна гра, стратегія в реальному часі, випущена іспанською компанією Pyro Studios. В 2020 році студія Torus Games створила HD Remaster гри.

## Ігровий процес
Особливістю ігрового процесу Praetorians є те, що управління військами здійснюється не окремими юнітами (за винятком спеціальних юнітів), а загонами. Ці загони складаються з юнітів, що мають однотипне озброєння, здібності і можливості. Кожен бойовий загін має певну кількість юнітів, витривалості і одиниць здоров'я, які пропорційно зменшуються відповідно з понесеними підрозділом втратами. Чим менше залишається юнітів у загоні, тим швидше зменшується здоров'я загону. Крім цього, в залежності від оперативно-тактичної ситуації у віртуальному бою, бойові загони можна розділити (для виконання конкретних бойових завдань), або об'єднати декілька неповних у один повний.
Гравець може грати на стороні трьох націй: галлів, єгиптян і римлян. У грі дуже важливий правильний підбір військ, тактичне використання місцевості і здібностей загонів. Наприклад, загін, що знаходиться на височині або в лісі, непомітний для противника, і може бути атакований тільки в разі безпосереднього виявлення його місця розташування (або дистанційно за допомогою розвідника).

### Режим бою
Характерною особливістю даної гри є неможливість управління загонами, що перебувають у процесі рукопашного бою. При цьому чисельність воюючих сторін не має значення, тому в битві нерідкі випадки, коли навіть один юніт буде утримувати подальше просування всього ворожого загону. Коли загін вступив у рукопашний бій, то серйозно вплинути на хід битви можна тільки вводячи в бій резерви, що не використовуються у першій атаці. Також можна вплинути на хід битви, застосовуючи засоби далекого бою (катапульти або балісти) або спеціальні здібності командних юнітів, що впливають на загони.

### Аури
Деякі юніти мають свої аури. Коли юніт виділяють, то їх добре видно у вигляді кола. Союзні юніти всередині аури отримують різні бонуси. Наприклад, всередині аури центуріона або командира швидше відновлюється витривалість загонів і юнітів, а всередині аури лікарів — здоров'я. Лікар буде автоматично лікувати загін з неповною кількістю здоров'я (якщо загін знаходиться всередині його аури).

## Одиночний режим

### Ігрова кампанія
У грі є одна ігрова кампанія — за римлян, що складається з 24-х місій. У сюжет входять чотири навчальних епізоди, пройшовши які (гравцеві пропонується зайняти місце одного з легатів Цезаря) гравець отримує перші бойові навички, знайомиться з особливостями ігрового процесу для подальшого успішного проходження. Події у грі описані у відомому похідному щоденнику Гая Юлія Цезаря «Записки» — починаючи з завоювання Галлії і закінчуючи завершенням громадянської війни — перемогою Цезаря в битві при Мунді над синами Помпея. На початковому етапі гри доступні лише навчальні епізоди кампанії і місія «Перетин річки Арар». Щоб отримати доступ до наступних, гравцю необхідно пройти новий епізод на одному з трьох рівнів складності. 
Місії кампанії розділені на 4 розділи; кожному з яких передує короткий фільм. Перший — це початкова стадія галльської кампанії і фокусується він на битвах Цезаря проти гельветів і нервіїв. Другий розділ продовжується безпосередньо з першого розділу, і деталізує вторгнення Цезаря в Германію та Британію. В третьому розділі головну роль відіграє Марк Красс і його невдала кампанія проти Парфії, Цезар в цей час бореться з численними повстаннями галлів та германців. Останній розділ найдовший і охоплює період від перетину Цезарем Рубікону до остаточної перемоги на помпейцями при Мунді.

### Список ігрових місій
Навчальна місія І (англ. Tutorial I) — знайомить гравця з базовими механіками гри: вибір та переміщення військ, ведення бою, вміння та особливості підрозділів, розвідка. Завдання місії - зустріти союзного розвідника та провести його до протилежного кінця долини, захищаючи від невеликих загонів бандитів.
Навчальна місія ІІ (англ. Tutorial II) — завдання знайомить гравця із захопленням поселень та рекрутингом військ. Для успішного завершення місії необхідно очистити територію від ворогів та навчитися знищувати захисні вежі противника. 
Навчальна місія ІІІ (англ. Tutorial III) — завдання, що розпочинає основний сюжет гри. Гравець керуватиме новоствореним легіоном Цезаря, що відправлено для придушення вторгнення кельтського племені гельветів на територію союзного Риму племені едуї. В процесі місії відбувається знайомство з важкою піхотою легіонерів та облоговими знаряддями (катапультами, балістами, таранами тощо). Для виконання завдання потрібно знищити усіх ворогів, в тому числі взяти штурмом укріплений форт. 
Навчальна місія IV (англ. Tutorial IV) — продовжує сюжет попереднього завдання. Стає відомо, що серед едуї є вождь-зрадник Дюбалікс, який намагається схилити свій народ до повстання проти Риму на стороні гельветів. Вбивство Дюбалікса є головним завданням місії. Крім того, гравець навчається керувати загонами кавалерії та зводити переправи через водні перешкоди.
Перетин річки Арар (англ. Crossing the River Arar) — перед гравцем стоїть завдання забезпечити переправу через ріку Арар, для цього необхідно захопити 2 поселення гельветів на її берегах: Понс та Дубіс. Допомогу Риму в цій місії нададуть загони кінноти едуї, але лише після успішного порятунку їх лідера Дівітіака, що потрапив у засідку. Завдання буде провалено, якщо легат Кай Тит Руд або Дівітіак загинуть.  
Супровід в Бібракте (англ. Escort to Bibracte) — з настанням зими Цезар вирішив налагодити поставки зерна римським солдатам. Він відправив своїх легатів на переговори з союзниками, гальським плем'ям едуї, тому необхідно безпечно доправити Тита Лабієна і Публія Ліцинія Красса до міста Бібракте. Завдання ускладнюється небезпечною близькістю маршруту ескорту до міст вороже налаштованих племен бойї і тюрингів, а також постійними нападами розрізнених загонів гельветів. Після успішного завершення місії вождь едуї повідомляє про перемогу Цезаря над гельветами та капітуляцію останніх.  
З усіх галльських племен (англ. Of All the Gallic Tribes) — події переносяться на один рік і описують кампанію Цезар проти белгів. Нервії та союзні їм племена беруть штурмом табір римлян на березі ріки Самбр. Завдання гравця - протриматися 20 хвилин реального часу до прибуття підкріплень з X легіону. На високому рівні складності місія не завершується після прибуття підкріплень, необхідно перейти в контратаку та розбити усіх воїнів ворога й захопити його міста.  
Розділяй і володарюй (англ. Divide and Conquer) — германські варвари регулярно перетинають Рейн і вторгаються в Галлію, сподіваючись захопити родючі землі і награбувати багату здобич. Цезар вважає ці набіги загрозою для Риму і вирішує розбити германців та розправитися з їх лідерами. Силами 2 легіонів, що наступають з протилежних країв ігрової карти, необхідно захопити або спалити чотири германських поселення і вбити їх вождів. Після захоплення/знищення двох поселень, союзники-галли повідомлять, що бойовий дух ворогів підірвано, і наступний атакований гарнізон здається без бою. 
Вічний кордон (англ. The Everlasting Frontier) — перед початком глави показується відео-заставка нічного нападу германців на римський табір. Щоб покінчити з північними варварами раз і назавжди, Юлій Цезар наказав збудувати міст через Рейн, перетнув його зі своєю армією та рушив в глиб германських територій. Однак місцеві клани не збиралися здаватися без бою і здійснюють спробу захопити переправу і відрізати шлях для повернення Цезаря на римську територію. Завдання місії — відбити набіги свевів на контрольований римлянами берег Рейну, а після отримання звістки про перемогу Цезаря - очистити територію довкола переправи і захопити Майнц. У розпал бою союзники-едуї дезертирують і більше не з`являються у грі як союзники Риму.
Земля, загублена в тумані (англ. A Land Lost in the Mist) — щоб закріпити успіх північної кампанії, Цезар висаджується зі своїми легіонами в Британії. Він планував відрізати галльських кельтів від допомоги їх британських союзників, однак брити виявилися численними та добре організованими, а лояльний Риму король атребатів Коммій був взятий в полон катувеллаунами. Перш ніж повернутися до Галлії, гравцю потрібно визволити Коммія, подолавши небезпечний шлях територією місцевих племен. Після захисту узбережжя від чергового набігу варварів, до римлян звернеться посол від атребатів та запропонує провести їх найбільш безпечним шляхом до фортеці, де утримують Коммія, а також допомогу його племені при штурмі. Глава завершується успішно коли Коммій досягає стартової точки гравця на карті.
Жадібність (англ. Greed) —  перша з трьох глав походу Марка Красса проти Парфії, що відбуватиметься паралельно кампаніям в Галлії. Красс вирішує вписати своє ім`я до історії на рівні з Цезарем та Помпеєм та приєднати територію Месопотамії до Риму. Незважаючи на своє багатство, Марку потребує значної суму грошей на екіпірування і утримання великої армії під час походу, тому вирішує захопити і розграбувати храми в Єрусалимі, Тірі, Самарії і Петрі. На початку місії вороже налаштованими до гравця будуть фінікійці та набатеї. Юдеї та самаритяни можуть віддати багатства в обмін на допомогу (гравець зможе допомогти лише одній державі, інша стане ворожою). Глава завершується, коли усі 4 храми перебувають під контролем римлян. 
Бійся орлів (англ. Fear the Eagles) — незважаючи на поразку, Цезар не відступився від своїх планів підкорити Британію і за рік знову висаджується на її узбережжі. На цей раз він вирішив діяти більш обережно. Зібравши велику армію, він не захоплює обширні території, а завдає швидких і смертоносних ударів по ключових лідерах опору. Для перемоги в цій місії потрібно вбити вождя племінного союзу катувеллаунів і триновантів Кассівелауна, водночас не допустивши захоплення римського табору. Перед гравцем постає вибір - знищити й інших повстанців, спаливши їх поселення, або ж скористатися порадою галльських союзників, зруйнувати вівтарі й храми бритів, що змусить їх покинути табір Кассівелауна й припинити участь у війні. В цій главі на боці варварів буде битися унікальний загін бойових колісниць кельтів, який більше не зустрічатиметься в грі.
Холодна зрада (англ. Cold Treason) — в 54 році до н.е. вождь ебуронів Амбіорікс підняв повстання проти Риму і атакував три розквартировані на зиму легіони. Два з них зазнали серйозних втрат в результаті віроломного нападу, але IX легіон Квінта Цицерона залишився в укріпленому таборі та не піддався на хитрощі повстанців. Гравець веде загін кінноти для зняття облоги з табору Цицерона. Для успішного завершення потрібно зруйнувати або захопити два з трьох поселень повстанців та не допустити захоплення табору. 
Коли пекло виривається на волю (англ. When All Hell Breaks Loose) — тим часом Красс захопив кілька прикордонних міст Парфії та повів свої легіони коротким шляхом до столиці царства. Поблизу Карр його армію атакували парфянські кінні лучники та завдали серйозних втрат. Завдання цієї глави - врятувати залишки легіонів. В ході місії Марк Красс та його син Публій Красс загинули. 
Той, хто наважився (англ. He Who Dares) — після придушення повстання Амбіорікса спалахнуло нове, що цього разу охопило всю Галлію. Верцингеторикс став новим вождем арвернів, і під його прапори встали майже всі галльські клани, що раніше ворогували. Щоб завдати повстанцям нещадного удару, Цезар направляє кілька своїх легіонів на батьківщину лідера повстання з метою розорити її. В результаті гравцю необхідно зруйнувати два поселення арвернів, третє може здатися без бою після зустрічі з його вождем Гобаннітіо.
Повернення додому (англ. Homecoming) — після нищівної поразки біля міста Карр, армія Красса ледь налічувала чверть від свого колишнього розміру. Вцілілі загони перегрупувалися, і під командуванням Гая Кассія Лонгіна вирушили до Антіохії. На початку місії гравець опиняється в скрутному становищі і змушений втікати від чисельних загонів парфян і набатеїв, що шукали помсти за розорення Петри. Після об`єднання з провінційною армією в Антіохії необхідно очолити контратаку та завдати поразки переслідувачам.
Війна на виснаження (англ. War of Attrition) — повстання галлів проти Цезаря розростається. Верцингеторикс, передбачаючи свою поразку у відкритому бою, намагається послабити римське військо, грабуючи обози із зерном. В цій місії необхідно безпечно доставити вози з зерном до гарнізонів трьох фортець, що протистоять повстанцям, при цьому жодна із сторін не може наймати додаткові загони через відсутність придатних для цього поселень на ігровій карті. На підході до останнього форту вдається вбити колишнього союзника римлян, вождя едуї Думнорікса, який готував його облогу.
Alea Iacta Est (укр. Жереб кинуто) — 10 січня 49 року до н.е. Гай Юлій Цезар і його легіони починають вторгнення в Італію й розпочинає громадянську війну проти сенату і Помпея. За легендою, перетинаючи річку Рубікон, він вимовляє: "Жереб кинуто". Завданням гравця в цій частині кампанії буде захопити та захистити від лояльних Помпею загонів три римських міста: Анкону, Пісаурус і Фанум. 
Війна в горах (англ. War Within the Mountains) — поки Помпей біжить до Греції, щоб організувати опір військам Цезаря, його легіони виявилися покинутими напризволяще в Іспанії. Перш ніж продовжувати гонитву, Цезар вирішує знищити цю небезпеку і убезпечити свій тил. Задля успішного виконання завдання потрібно утримувати два перевали через Піренеї під натиском легіонів Помпея, втрата хоча б одного з них призведе до поразки.
Нехай розпочнеться полювання (англ. Let the Hunt Begin) — Цезар висаджується на півночі Греції з половиною своєї армії і зазнає ряду невдач, що призводить до облоги його табору. Проте, решта його легіонів під командуванням Марка Антонія скоро прибудуть. Перед гравцем стоїть завдання утримати свій табір, а після прибуття підкріплення - вирушити до узбережжя й допомогти Антонію прорватися крізь ворожі порядки. 
Кінець республіки (англ. The End of the Republic) — Цезар здобуває рішучу перемогу при Фарсалі, що змушує Помпея знову втікати. Для проходження глави потрібно завдати силам ворога остаточної поразки та взяти штурмом їх табір. Завдання ускладнюється численними найманцями, що б`ються на стороні помпейців, проте їх можна схилити на свій бік, якщо вбити командирів.
Битва за Александрію (англ. The Battle for Alexandria) — продовжуючи переслідування своїх ворогів, Цезар прибуває до Єгипту, але дізнається, що Помпея страчено за наказом місцевого царя. В решті, його малочисельна армія виявляється втягнутою у війну за владу між царем Птолемеєм XIII і Клеопатрою VII на боці останньої. Римлянам доводиться одночасно обороняти свій табір в Александрії та погано укріплений порт,  і в решті спалити власний флот, коли одночасна оборона двох об`єктів виявляється неможливою. 
Друзі та союзники (англ. Friends and Allies) — на виручку Цезарю прибувають армії із Сирії під командуванням Мітридата Пергамського. Тепер спільно із союзником потрібно перемогти армію Птолемея XIII та захопити міста, що перебувають під його контролем.
Ще одна остання битва (англ. Just One More Fight) — сини Помпея збирають залишки своїх військ на півдні Іспанії. Серед інших, в їх таборі присутній і Тит Лабієн, один з легатів Цезаря під час галльської кампанії, що з початком громадянської війни перейшов на бік Помпея. Гравець повинен зібрати армію, розбити легіони ворога на полі бою, а тоді штурмувати їх табір і вбити Тита Лабієна.

### Битви
Крім сюжетної кампанії, «Praetorians» має режим «Битви», для одиночної гри і мультиплеєра. В режимі гри для одного користувача гравець може вибрати карту, націю, союзників і супротивників. Даний режим дозволяє проводити битви з участю від 2 до 8 гравців, що перебувають в однакових стартових умовах, переможцем стає фракція, що розбила загони усіх своїх ворогів та захопила їх поселення. 